# رانگن (شهر اتریش)
رانگن (به آلمانی: Ranggen) یک منطقهٔ مسکونی در اتریش است که در اینسبروک لند واقع شده‌است. رانگن ۶٫۹۷ کیلومتر مربع مساحت دارد ۸۲۶ متر بالاتر از سطح دریا واقع شده‌است.